# Sony Ericsson M600

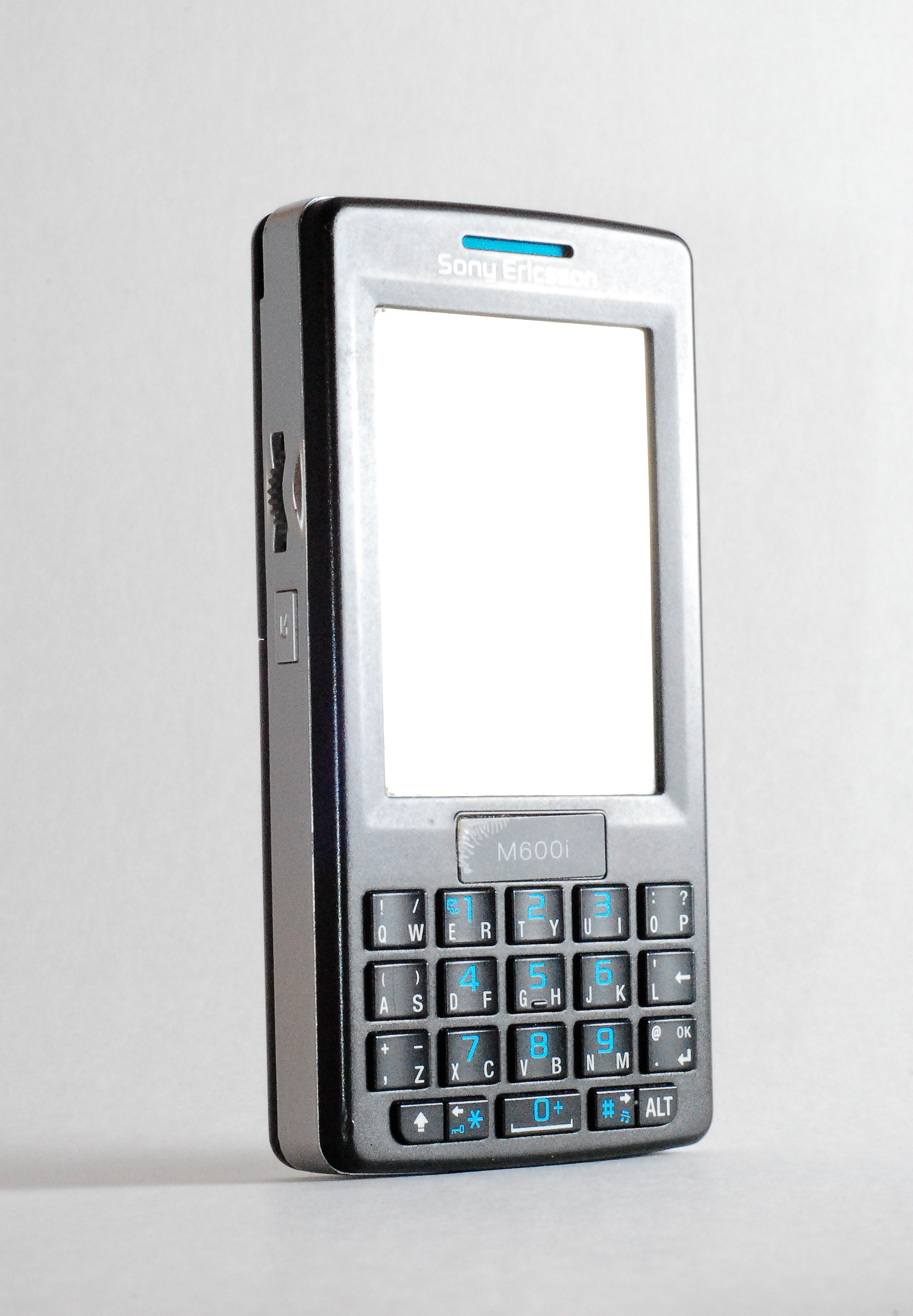
M600i

Das Sony Ericsson M600 ist ein UMTS-Smartphone des schwedisch-japanischen Mobilfunkherstellers Sony Ericsson.
Es wurde auch unter den Namen M600i und M608c verkauft und basiert auf Symbian OS 9.1 mit der Bedienoberfläche UIQ3. Es wurde im zweiten Quartal 2006 veröffentlicht.
Anders als das etwas ältere Schwestermodell P990 hat es eine traditionelle Einteilung der Gehäusefront und keine Klapptastatur, weshalb auch der Bildschirm kleiner ist. Außerdem wurde auf die Unterstützung von WLAN verzichtet, womit nur UMTS und GPRS als mobile Datenzugänge zur Verfügung stehen.
Das M600 ist bis auf die Tastatur und M2 Speicherkarteneinschub weitgehend baugleich mit dem Sony Ericsson W950.

## Technische Daten
- Farbe: Schwarz, Weiß
- CPU: ARM9-Hauptprozessor PNX4008 von Philips mit 208 MHz[1]
- RAM: 64 MB (19 MB nach Start verfügbar)
- Speicher: 128 MB Flash-ROM, davon 48 MB nutzbar (erweiterbar mit Memory Stick Micro)
- Bildschirm: 2,6-Zoll-Display mit druckempfindlichem Touchscreen, QVGA-Auflösung (320 × 240 Pixel), 262.144 Farben
- Bedienoberfläche: UIQ 3.0
- Betriebssystem: Symbian OS 9.1
- Netze: UMTS 2100/GSM 900/DCS 1800/PCS 1900
- Schnittstellen: Bluetooth 2.0 EDR und USB (auch als USB-Massenspeicher)
- Laufzeit: Sprechzeit – UMTS: 2,5 h/GSM: 7,5 h, Standbyzeit – UMTS: 250 h/GSM: 340 h
- Akku: 900 mAh Li-Polymer 3,6 Volt
- Gewicht: 112 g
- Abmessungen: 105 × 54 × 15 mm